# Disc Google
Disc Google (în engleză Google Drive) este un serviciu de stocare online a fișierelor, prezentat pentru prima dată publicului pe data de 24 aprilie 2012, de către Google. Disc Google este o extensie a Documente Google, și odată ce este activată, link-ul de la Documente Google (docs.google.com) este înlocuit cu cel de la Disc Google (drive.google.com).
Există aplicații terțe pentru Disc Google ce pot fi descărcate direct din magazinul web Chrome. Aceste aplicații, ce rulează în Google Chrome, pot executa modificări către fișierele online, și pot fi folosite pentru a edita imagini și videoclipuri, fax-uri și documente, proiecte de management, pentru a crea diagrame și alte întrebuințări.
În afară de pagina web, Disc Google are nevoie de o platformă pentru a sincroniza fișierele. La lansarea serviciului, acesta era disponibil pe: Mac-urile cu sistemele de operare Lion (10.7) și Snow Leopard (10.6), pe PC-urile cu sistemele de operare Windows XP, Windows Vista, Windows 7 variantă OS, pe smartphone-urile și tabletele Android cu versiunea Eclair și cu OS-urile mai noi (de la versiunea 2.1 încolo) și pe iPhone și iPad cu iOS 3.0 și mai evoluat. Suportul pentru Linux este încă în dezvoltare. Conform lui Sundar Pichai, tehnician la Google, serviciul de stocare Disc Google va fi o parte integrată a browserului web destinat Linux, Google Chrome OS începând cu versiunea 20. Zvonuri despre Disc Google au circulat încă din martie 2006.

## Depozitarea
Disc Google oferă utilizatorilor la înregistrare, 15 gigabyți gratuiți pe o perioadă nelimitată destinați depozitării tip cloud a fișierelor. Spațiul de depozitare, împărțit între Picasa și Disc Google, poate fi mărit prin plata lunară a unei rate, iar majorarea poate fi între 100 de GB (9,99 RON/lună) și 30 TB (1.499,99 RON/lună).

## Proprietatea și licențierea
Spre deosebire de serviciile rivale Dropbox și SkyDrive, Google vrea să accentueze dorința de a reproduce, folosi, și crea lucruri derivate din conținutul stocat pe Disc Google. Deși utilizatorul deține drepturi de proprietate intelectuală, licența Disc Google poate permite extragerea și parsarea conținutului încărcat pentru a personaliza publicitatea și alte servicii pe care Google le oferă utilizatorului, și pentru a promova serviciul.